# جورج بورتر جونيور
جورج بورتر جونيور (بالإنجليزية: George Porter)‏ هو مغني أمريكي، ولد في 26 ديسمبر 1947 في نيو أورلينز في الولايات المتحدة.

## وصلات خارجية
- الموقع الرسمي
- جورج بورتر جونيور على موقع IMDb (الإنجليزية)
- جورج بورتر جونيور على موقع ميوزك برينز (الإنجليزية)
- جورج بورتر جونيور على موقع أول ميوزيك (الإنجليزية)
- جورج بورتر جونيور على موقع ديسكوغز (الإنجليزية)
- جورج بورتر جونيور على موقع قاعدة بيانات الفيلم (الإنجليزية)